# NGC 5490
NGC 5490 este o radiogalaxie situată în constelația Boarul. A fost descoperită în 14 martie 1784 de către William Herschel. Se află la o distanță de 69,18 de megaparseci de Pământ.